# Sebastián Fleitas
Sebastián Fleitas (Asunción, 25 febbraio 1947 – Madrid, 14 aprile 2000) è stato un calciatore paraguaiano, di ruolo attaccante.

## Carriera
Cresciuto nel Libertad, nel 1968 si trasferisce in Spagna e le sue prestazioni convincono il Real Madrid ad acquistarlo: a Madrid vince una Coppa del Re (1970), sfiora la vittoria in Coppa delle Coppe (1971) segnando il parziale 1-1 in finale contro il Chelsea, sfida persa 2-1, e vince il campionato spagnolo (1972), passando in Francia nel 1972. Ritornato nella penisola iberica nel 1973, chiude la carriera a Marbella un anno dopo.
Vanta 3 presenze e 1 gol nella Nazionale paraguaiana.

## Palmarès

### Club

#### Competizioni nazionali
- Coppa di Spagna: 1

Real Madrid: 1969-1970
- Campionato spagnolo: 1

Real Madrid: 1971-1972